# Île Koettlitz
L'île Koettlitz (en russe : Остров Кётлица) est une île de la terre François-Joseph, en Russie.

## Géographie
Située à l'est du canal Britannique à 6 km au large nord-ouest de l'île Nansen, dont elle est séparée par le canal Robert Peel, et à 9 km au nord de l'île Hooker, dont elle est séparée par le détroit de Young, orientée nord-sud, toute en longueur (20 km), son cap nord se nomme cap de l'Aurore boréale (Мыс Полярного Сияния) et son cap sud cap Guys (Мыс Гайс). Elle est entièrement glacée et culmine à 158 m d'altitude.

## Histoire
Découverte par Frederick George Jackson en 1895, l'île a été nommée en l'honneur du géologue de l'expédition, Reginald Koettlitz (1894-1897).